# Liste der Monuments historiques in Fontenay-le-Comte
Die Liste der Monuments historiques in Fontenay-le-Comte führt die Monuments historiques in der französischen Gemeinde Fontenay-le-Comte auf.

## Liste der Bauwerke
| Bezeichnung                     | Beschreibung | Standort                                                   | Kennzeichnung | Schutzstatus   | Datum     | Bild           |
| ------------------------------- | ------------ | ---------------------------------------------------------- | ------------- | -------------- | --------- | -------------- |
| Kaserne Belliard                |              | (Lage)                                                     | PA00110112    | Inscrit        | 1929 2012 | weitere Bilder |
| Schloss Terre-Neuve             |              | (Lage)                                                     | PA00110097    | Classé Inscrit | 1978      | weitere Bilder |
| Couvent des Tiercelettes        |              | (Lage)                                                     | PA00110098    | Inscrit        | 1988      |                |
| Kirche Notre-Dame               |              | Rue Gaston-Guillemet Rue Notre-Dame Rue René-Moreau (Lage) | PA00110100    | Classé         | 1862      | weitere Bilder |
| Kirche St-Jean                  |              | Rue Saint-Jean (Lage)                                      | PA00110101    | Classé         | 1906      | weitere Bilder |
| Fontaine des Quatre Tias        |              | (Lage)                                                     | PA00110099    | Inscrit        | 1926      | weitere Bilder |
| Hôtel dit Château-Gaillard      |              | 6, rue Pont-aux-Chèvres (Lage)                             | PA85000035    | Inscrit        | 2009      | weitere Bilder |
| Hôtel des évêques de Maillezais |              | 9, rue du Pont-aux-Chèvres (Lage)                          | PA00110103    | Inscrit        | 1988      | weitere Bilder |
| Hôtel Lespinay-de-Beaumont      |              | 1, impasse de Mouillebert (Lage)                           | PA00110104    | Inscrit        | 1977      |                |
| Maison de François Viète        |              | 30, rue Gaston-Guillemet (Lage)                            | PA00110109    | Inscrit        | 1944      | weitere Bilder |
| Hôtel Pervinquière              |              | 45, 47, 47bis rue de la République (Lage)                  | PA00110111    | Inscrit        | 1987      |                |
| Hôtel de la Sénéchaussée        |              | 2, rue du Château (Lage)                                   | PA00110102    | Inscrit        | 1988      | weitere Bilder |
| Haus                            |              | 14, place Belliard (Lage)                                  | PA00110105    | Inscrit        | 1942      | weitere Bilder |
| Haus                            |              | 16, place Belliard (Lage)                                  | PA00110106    | Inscrit        | 1942      | weitere Bilder |
| Haus                            |              | 18, place Belliard (Lage)                                  | PA00110107    | Inscrit        | 1942      |                |
| Haus                            |              | 24, place Belliard (Lage)                                  | PA00110108    | Classé         | 1942      |                |
| Haus                            |              | 94, rue des Loges (Lage)                                   | PA00110110    | Inscrit        | 1944      | weitere Bilder |
| Haus mit Arkaden                |              | 20, place Belliard (Lage)                                  | PA00110114    | Inscrit        | 1942      |                |
| Haus mit Arkaden                |              | 22, place Belliard (Lage)                                  | PA00110115    | Inscrit        | 1942      |                |
| Maison Billaud                  |              | 2, rue Gaston-Guillemet 4, rue de la Harpe (Lage)          | PA00110117    | Classé Inscrit | 1983      |                |
| Maison Louis XV                 |              | 26, rue des Loges (Lage)                                   | PA00110118    | Classé         | 1931      | weitere Bilder |
| Maison Millepertuis             |              | 85, rue des Loges (Lage)                                   | PA00110119    | Classé Inscrit | 1947 1999 | weitere Bilder |
| Priorat Notre-Dame              |              | (Lage)                                                     | PA00110116    | Inscrit Classé | 1927 1947 |                |
| Tour Rivalland                  |              | Rue Nicolas-Rapin (Lage)                                   | PA00110113    | Inscrit        | 1984      | weitere Bilder |

## Liste der Objekte

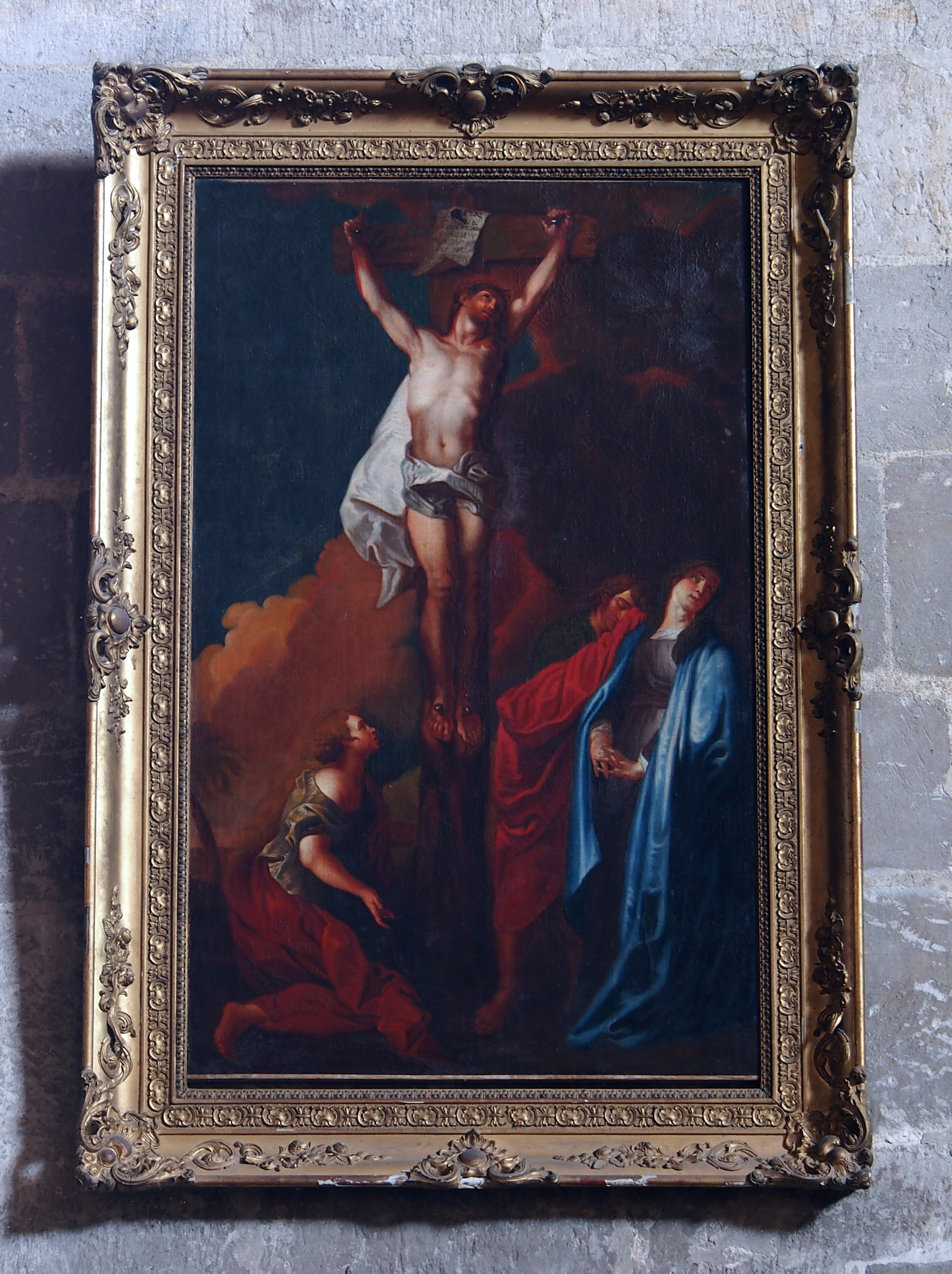
Ölgemälde mit der Darstellung der Kreuzigung Jesu in der Kirche Notre-Dame

- Monuments historiques (Objekte) in Fontenay-le-Comte in der Base Palissy des französischen Kultusministeriums